# Yang (împărat din dinastia Sui)
Yang (n. 569 d.Hr., Chang'an⁠(d), Yongzhou⁠(d), Northern Zhou⁠(d) – d. 11 aprilie 618 d.Hr., Nanjing, Chinese Empire⁠(d)) , pe numele personal Yang Guang (楊廣), nume alternativ Ying (英), numele Xianbei Amo (阿摩), cunoscut și sub numele de Împăratul Ming din Sui (隋明帝) în timpul scurtei domnii a nepotului său Yang Tong, a fost al doilea împărat al dinastiei Sui din China. 
Numele original al împăratului Yang a fost Yang Ying, dar a fost redenumit de tatăl său, după consultarea cu oracole, în Yang Guang. Yang Guang a fost numit prinț al lui Jin după ce împăratul Wen a stabilit dinastia Sui în 581. În 588, i s-a acordat comanda celor cinci armate care au invadat dinastia Chen din sud și a fost lăudat pe scară largă pentru succesul acestei campanii. Aceste realizări militare, precum și mașinațiunile sale împotriva fratelui său mai mare Yang Yong, l-au determinat să devină prinț moștenitor în anul 600. După moartea tatălui său în 604, considerată, în general, de majoritatea istoricilor tradiționali ca fiind o crimă ordonată de Yang Guang, deși nedovedită, el a urcat pe tron ca împărat Yang. 
Împăratul Yang, care a domnit între 604 și 618, s-a angajat în mai multe proiecte mari de construcție, în special finalizarea Marelui Canal și reconstrucția Marelui Zid. El a ordonat, de asemenea, mai multe expediții militare care au adus Sui la cea mai mare întindere teritorială, dintre care una, cucerirea Champa, a dus la moartea a mii de soldați Sui din cauza malariei. Aceste expediții, împreună cu o serie de campanii dezastruoase împotriva lui Goguryeo, au lăsat imperiul în faliment și populația în revoltă. Cu nordul Chinei în agitație, împăratul Yang și-a petrecut ultimele zile în Jiangdu (江都, azi în Yangzhou modern fiind Jiangsu), unde a fost în cele din urmă sugrumat într-o lovitură de stat condusă de generalul său Yuwen Huaji. 
În ciuda realizărilor sale, împăratul Yang este în general considerat de către istoricii tradiționali unul dintre cei mai răi tirani din istoria chineză și motivul domniei relativ scurte a dinastiei Sui. Campaniile sale eșuate împotriva lui Goguryeo și recrutările impuse oamenilor, împreună cu impozitele crescute pentru finanțarea acestor războaie și tulburările civile ca urmare a acestor taxări, au dus în cele din urmă la căderea dinastiei. 